# سان إستيبان دي ثاباردييل
بلدية سان إستيبان دي ثاباردييل (بالإسبانية: San Esteban de Zapardiel) هي بلدية تقع في مقاطعة آبلة التابعة لمنطقة قشتالة وليون وسط إسبانيا.

## الديموغرافيا
بلغ عدد سكان بلدية سان إستيبان دي ثاباردييل 58 نسمة عام 2011 (وفقاً للمعهد الوطني للإحصاء الإسباني).
| 74 | 69 | 68 | 57 | 62 | 54 | 58 |